# Dieter Hecking
Dieter Hecking (Castrop-Rauxel, 12 september 1964) is een Duits voetbalcoach en voormalig voetballer.

## Spelerscarrière
Hecking speelde als prof bij Borussia Mönchengladbach, KSV Hessen Kassel, SV Waldhof Mannheim, VfB Leipzig, TuS Paderborn-Neuhaus, Hannover 96 en Eintracht Braunschweig. Hij was het productiefst voor Hessen Kassel, waarvoor hij in vijf seizoenen 63 maal de netten deed trillen. In 2000 stopte Hecking met voetballen, om zijn opwachting te maken als coach van SC Verl, toen actief in de Regionalliga Nord. Daarnaast scoorde hij acht doelpunten uit twaalf interlands voor Duitsland -18.

## Trainerscarrière
Na passages bij SC Verl, VfB Lübeck en Alemannia Aachen werd hij op 7 september 2006 aangesteld als coach van Hannover 96. Op 19 augustus 2009 nam hij er zelf ontslag nadat de club extreem slecht aan het seizoen begonnen was. Vier maanden later werd Hecking coach van 1. FC Nürnberg. In december 2012 verliet hij de club en ging hij aan de slag bij VfL Wolfsburg. Tijdens het seizoen 2014/15 bracht hij die Wölfe naar de tweede plaats, achter Bayern München. In mei 2015 won hij met VfL Wolfsburg de DFB-Pokal.
1 Omlin  ·
2 Chiarodia ·
3 Itakura ·
5 Friedrich ·
7 Stöger ·
8 Weigl ·
9 Honorat ·
10 Neuhaus ·
11 Kleindienst ·
13 Fukuda ·
14 Pléa ·
16 Sander ·
19 Ngoumou ·
20 Netz ·
21 Sippel ·
22 Lainer ·
25 Hack ·
26 Ullrich ·
27 Reitz ·
28 Ranos ·
29 Scally ·
30 Elvedi ·
31 Čvančara ·
33 Nicolas ·
38 Borges Sanches ·
41 Olschowsky ·
Coach: Seoane
· Assistent-coach: Neuville